# خانه‌خراب (فیلم ۲۰۰۹)
خانه‌خراب (به انگلیسی: House Broken) فیلمی محصول سال ۲۰۰۹ و به کارگردانی سم هارپر است. در این فیلم بازیگرانی همچون دنی دویتو، کیتی سیگال، رایان هانسن، اسکایلر استون، کیتلین کروسبی، توماس ویلسون، بری لارسون، کرنان شیپکا، آدام هرشمن، متیو گلاو و سلنا گومز ایفای نقش کرده‌اند.

## داستان
برای اینکه بتواند از دوران بازنشستگی خود در آتش‌نشانی لذت ببرد، پدری به نام تام کاتکارت (دنی دویتو) تصمیم می‌گیرد با روشی افراطی، پسران بی‌هدف و بی‌کارش که در دههٔ بیست زندگی خود هستند را مجبور کند خانه را ترک کنند و روی پای خود بایستند. آن‌ها همچنان در تلاش‌اند تا شرکت فیلم‌سازی خود به نام «کاتکارت پروداکشنز» را راه بیندازند.
تام سرانجام از بیکاری و بی‌خیالی پسرانش خسته می‌شود و آن‌ها را تنها می‌گذارد. او همراه همسرش، مری کاتکارت (کیتی سگال) و تمام غذاها، خانه را ترک می‌کند و پسرانش را ناچار می‌سازد که مسئولیت‌های درون و بیرون خانه را به عهده بگیرند. آن‌ها تصمیم می‌گیرند در خانه یک مهمان‌پذیر دایر کنند و دوستانشان را در ازای پول در خانه جا دهند. الیوت (رایان هانسن) عاشق سارا (کیتلین کراسبی) می‌شود و برادرش کویین (اسکایلر استون) به موفقیت او در شرکت فیلم‌سازی حسادت می‌کند. الیوت سپس خانه را ترک می‌کند و کویین درمی‌یابد که ادارهٔ کارها بدون برادرش بسیار دشوار است.

## بازیگران
دنی دویتو در نقش تام کاتکارت
کیتی سگال در نقش مری کاتکارت
رایان هانسن در نقش الیوت کاتکارت
اسکایلر استون در نقش کویین کاتکارت
کیتلین کراسبی در نقش سارا
توماس اف. ویلسون در نقش رئیس آتش‌نشانی هنری دکر
بری لارسون در نقش سوزی دکر
کیرنان شیپکا در نقش تَمی تاوبر
جان پی. فارلی در نقش نِیت
تونی یالدا در نقش گیلروی
نیک نرویس در نقش براندو
پرووش چینا در نقش زِربَن
جو کونز در نقش تریل
کوان ریکو در نقش باستر
بلیز خوفو در نقش چیس
متیو گلیو در نقش هکتور

## تولید
تولید فیلم خانه خراب که در ابتدا با عنوان جایی بهتر از خانه نیست شناخته می‌شد، در سال ۲۰۰۷ آغاز شد.

## بازخورد
Common Sense Media در نقدی بر فیلم نوشت: «گروه بازیگران نوجوان و جوان فیلم، جذابیت‌هایی دارند، اما بازیگران باتجربهٔ بزرگسال ــ بله، دِکر همان کسی است که نقش بیف تانن را در فیلم بازگشت به آینده بازی کرده بود ــ می‌توانستند بهتر ظاهر شوند، به‌ویژه اگر فیلم‌نامه قوی‌تر و کارگردان پخته‌تری در کار بود.»